# Бровь (оперение)

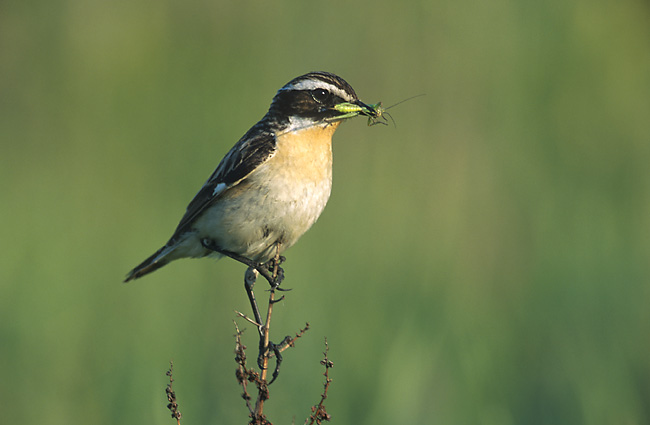
Самец лугового чекана с чёткой бровью

Бровь (также supercilium) — у птиц участок оперения над глазом в виде полоски, имеющий по отношению к остальным перьям головы контрастную окраску. Бровь может начинаться выше основания клюва и тянуться по бокам головы до затылка. Такая полоса над глазами присутствует у многих видов птиц, в большинстве случаев бровь бледнее окружающего оперения.
Не следует путать бровь с уздечкой, областью между глазом и основанием клюва.
Особой формой является вилочковая бровь, встречающаяся у грязовика (Limicola falcinellus).
Окраска, форма или другие особенности брови могут быть полезны при определении видов птиц. Например, по брови можно отличить бурую пеночку от очень похожей толстоклювой пеночки. 